# Leliwa VI
Leliwa VI – polski herb szlachecki, odmiana herbu Leliwa.

## Opis herbu
W polu błękitnym nad złotym półksiężycem sześciopromienna gwiazda złota. Nad hełmem w koronie na złączeniu dwóch skrzydeł błękitnych półksiężyc złoty. Labry błękitne podbite złotem.

## Najwcześniejsze wzmianki
Według Ostrowskiego odmiana przysługiwała rodzinie polskiej noszącej nazwisko Leliwa w Prusach.
Tadeusz Gajl nie potwierdza tego nazwiska.

## Herbowni
Leliwa.